# St. Johannis (Groß Escherde)

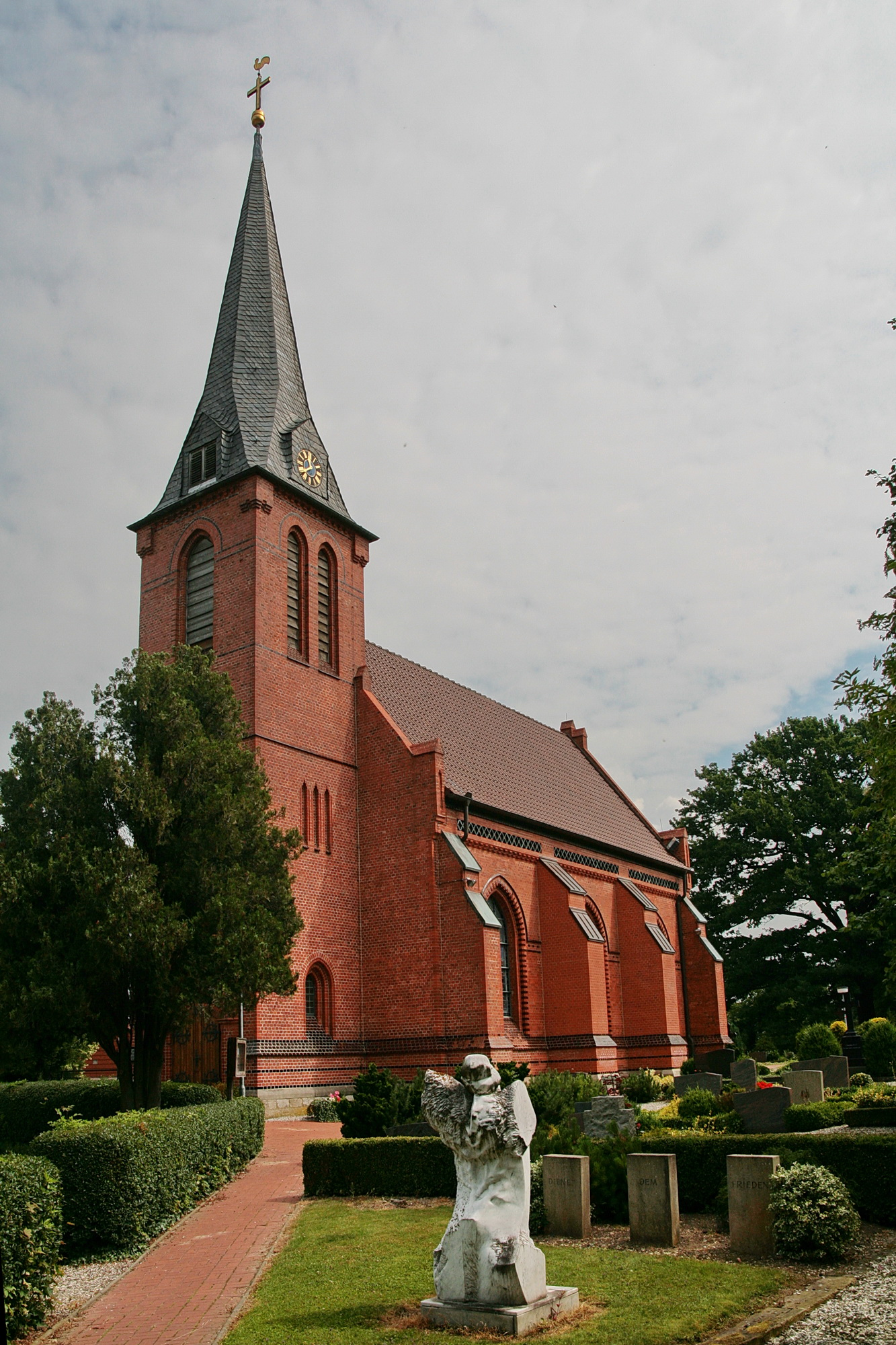
St. Johannes

Die evangelisch-lutherische denkmalgeschützte Kirche St. Johannes steht auf dem Kirchfriedhof von Groß Escherde, einem Ortsteil der Gemeinde Nordstemmen im Landkreis Hildesheim von Niedersachsen. Die Kirchengemeinde gehört zum Kirchenkreis Hildesheim-Sarstedt im Sprengel Hildesheim-Göttingen der Evangelisch-lutherischen Landeskirche Hannovers.

## Geschichte
Die erste Kirche entstand in der zweiten Hälfte des 10. Jahrhunderts als adelige Eigenkirche. Lippold I. von Escherde übertrug das Kirchenpatronat an das Kloster Escherde, was Bischof Hartbert von Hildesheim im Jahre 1203 in einer Urkunde bestätigt hat. Die heutige Kirche wurde 1891 nach Plänen von Werner Söchtig erbaut.

## Beschreibung
Die neugotische Saalkirche aus Backsteinen hat ihren Kirchturm im Westen. An das Langhaus mit drei Achsen schließt sich ein eingezogener Chor mit dreiseitigem Abschluss an. Die Wände des mit einem Satteldach bedeckten Langhauses werden von weit hervortretenden Strebepfeilern, zwischen denen sich hohe, spitzbogige Fenster befinden, gestützt. Unterhalb der Dachtraufe befindet sich ein Fries. Das oberste Geschoss des Turms hat Klangarkaden, hinter denen sich der Glockenstuhl mit zwei Kirchenglocken befindet. Die ältere hat 1744 Christoph August Becker gegossen, die jüngere 2013 die Glockengießerei Bachert. Bedeckt ist der Turm mit einem schiefergedeckten spitzen Helm mit hoher, achteckig ausgezogener Spitze. Im Vestibül des Turms befindet sich ein eingemauertes spätromanisches Tympanon vom Vorgängerbau aus der 1. Hälfte des 13. Jahrhunderts. 
Die drei Joche des Innenraums sind mit Kreuzgewölben überspannt. Die Empore befindet sich im Westen. Die Kirchenbänke stehen zwischen zwei seitlichen Gängen. Zur Kirchenausstattung gehören ein gemauerter Altar mit einem hölzernen Altarretabel und einem hohen Kruzifix, eine  hölzerne Kanzel und ein sechseckiges, hölzernes Taufbecken. 1724 wurde zunächst ein Positiv angeschafft, das 1772 durch eine Orgel ersetzt wurde. Die heutige Orgel mit 16 Registern, verteilt auf zwei Manuale und ein Pedal, wurde 1891 durch P. Furtwängler & Hammer gebaut. Sie wurde 2008 von der Firma Mitteldeutscher Orgelbau A. Voigt restauriert, dabei wurde die ursprüngliche Disposition wiederhergestellt.